# Die Goldmine von Dick Digger
Die Goldmine von Dick Digger (französischer Originaltitel: La Mine d’or de Dick Digger) ist ein Comic-Album aus der Lucky-Luke-Reihe, der von Morris gezeichnet und geschrieben wurde.
In Belgien wurden die Geschichten des Albums zuerst 1947 im belgisch-französischen Comic-Magazin Spirou veröffentlicht, 1949 erschien er dann als erster Band der Lucky-Luke-Reihe bei Dupuis. Jedoch wurde Arizona 1880 noch vor Die Goldmine von Dick Digger veröffentlicht.
In Deutschland  wurde das Album als Band 1 der Lucky Luke Classics erst 1990 publiziert.
Der Band besteht aus den beiden Geschichten Die Goldmine von Dick Digger (Originaltitel: La Mine d’or de Dick Digger) und Der Doppelgänger (Originaltitel: Le sosie de Lucky Luke). Die Geschichte wurde in Band 100 der Ehapa-Reihe neu aufgelegt, diesmal allerdings zusammen mit Arizona 1880.

## Inhalt

### Die Goldmine von Dick Digger
Lucky Luke trifft in dieser Geschichte auf den Goldschürfer Dick Digger, einen alten Bekannten. Dieser will sein unmittelbar zuvor gefundenes Goldvorkommen in Nugget City anmelden. Die Karte, auf der das Goldvorkommen eingezeichnet ist, bewahrt er in einer Alkoholflasche auf, außerdem trägt er einige Goldklumpen bei sich. Da er seinen Fund sehr lautstark in einem Saloon feiert, werden zwei Banditen auf ihn aufmerksam, die ihn später in seinem Saloon-Zimmer überfallen und sein Gold und die Karte entwenden. Daraufhin werden sie von Lucky Luke verfolgt, der die Banditen schließlich stellt.

### Der Doppelgänger
Lucky Luke besucht eine Stadt, in der die Leute sich vor ihm fürchten, da er dem Verbrecher Mad Jim sehr ähnlich sieht. Dieser sitzt jedoch im Gefängnis und soll gehängt werden. Als zwei Komplizen von Mad Jim diesen befreien wollen, schlagen sie Lucky Luke bewusstlos und stecken ihn statt Mad Jim in die Zelle. Da man an seiner Schuld nicht zweifelt, muss er fliehen, und die Kriminellen selbst zur Strecke bringen.